# Chris Waddell
Chris Waddell (* 28. September 1968) ist ein US-amerikanischer Behindertensportler, der im alpinen Skisport sowie in der Leichtathletik antrat. Zwischen 1992 und 2002 gewann er 13 paralympische Medaillen, darunter fünf goldene im Monoskibob. Er ist Mitglied der United States Olympic & Paralympic Hall of Fame. Seit seinem Karriereende tritt Waddell als Motivationsredner auf.

## Werdegang

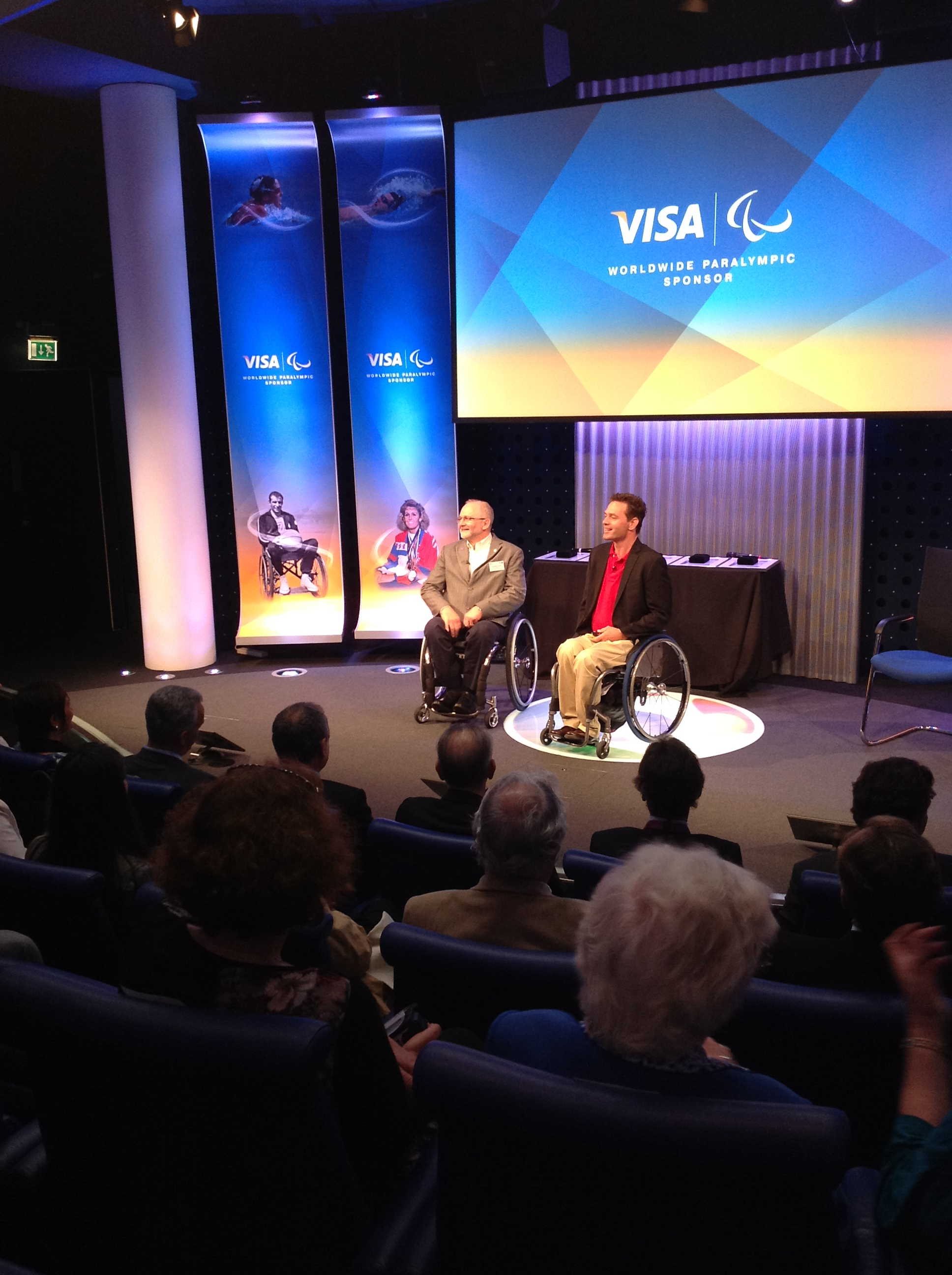
Waddell (rechts auf der Bühne) bei der Aufnahmezeremonie der Paralympic Hall of Fame 2012

Chris Waddell wuchs in der Kleinstadt Granby im Westen des US-Bundesstaates Massachusetts auf. Er begann als Kind mit dem Skifahren in den nahe gelegenen Berkshire Mountains. Als Freshman am Middlebury College trat er dem dortigen Skiteam bei. Bei einem Skiunfall im Dezember 1988 brach sich Waddell zwei Brustwirbel und verletzte sich am Rückenmark. Seitdem ist er von der Hüfte abwärts gelähmt.
Ein Jahr nach dem Unfall setzte Waddell seine Skilaufbahn in Middlebury im Monoskibob fort, wurde 1991 in das Behinderten-Nationalteam aufgenommen und nahm 1992 in Albertville zum ersten Mal an den Winter-Paralympics teil, wo er zwei Silbermedaillen im Slalom sowie im Riesenslalom gewann. Zwei Jahre später siegte er bei den Winter-Paralympics 1994 in Lillehammer in seiner Startklasse LW10 in allen vier Disziplinen – Abfahrt, Super-G, Riesenslalom und Slalom – mit jeweils mehreren Sekunden Vorsprung auf die anderen Teilnehmer. Rückblickend auf seine Laufbahn nannte Waddell die Erfolge von Lillehammer den Höhepunkt seiner Skikarriere. Bei den Winter-Paralympics 1998 in Nagano und 2002 in Salt Lake City gewann er sechs weitere Medaillen in den verschiedenen Skidisziplinen, darunter eine fünfte goldene in der Abfahrt in Nagano. Zusammen mit Muffy Davis entzündete er 2002 das paralympische Feuer bei der Eröffnungsfeier der Wettkämpfe von Salt Lake City. Während seiner elf Jahre im US-Skiteam errang Waddell außerdem insgesamt 32 nationale Titel. Neben seinen Erfolgen als Skifahrer gehörte er auch als Rennrollstuhlfahrer zur internationalen Spitze und gewann bei den Sommer-Paralympics 2000 in Sydney die Silbermedaille hinter dem Franzosen Pierre Fairbank.
Nach dem Ende seiner aktiven Laufbahn arbeitete Waddell von Park City in Utah aus – wohin er 1999 in der Vorbereitung auf die Winter-Paralympics 2002 gezogen war – als Motivationsredner. Er gründete die Non-Profit-Organisation One Revolution mit dem Ziel, zu einer Differenzierung des öffentlichen Bildes von Menschen mit Behinderung beizutragen. 2009 bestieg er mit Hilfe eines speziell angefertigten Handbikes mit vier Rädern den Kilimandscharo. Ein Dokumentationsfilm über die Besteigung wurde 2011 auf regionalen Filmfestivals gezeigt. Seit 2009 ist Chris Waddell Teil der U.S. Ski and Snowboard Hall of Fame, 2010 wurde er in die Paralympic Hall of Fame aufgenommen und 2019 in die United States Olympic & Paralympic Hall of Fame.
Waddell ist mit einer Unternehmerin verheiratet.